# Малое Гросулово
Малое Гросулово (укр. Мале Гросулове; до 2025 годах — Полезное) — село, относится к Раздельнянскому району Одесской области современной Украины.
Население по переписи 2001 года составляло 749 человек. Почтовый индекс — 67120. Телефонный код — 8-04859. Занимает площадь 1,366 км². Код КОАТУУ — 5121684201.

## Местный совет
Местный совет имеет почтовый адрес: село Полезное, улица Набережная, дом № 23, Раздельнянский район, Одесская область, 67120.